# Acanthormius gilvus
Acanthormius gilvus är en stekelart som beskrevs av Papp 1991. Acanthormius gilvus ingår i släktet Acanthormius och familjen bracksteklar. Inga underarter finns listade i Catalogue of Life.